# Habenaria baeuerlenii
Habenaria baeuerlenii är en orkidéart som beskrevs av Ferdinand von Mueller och Friedrich Fritz Wilhelm Ludwig Kraenzlin. Habenaria baeuerlenii ingår i släktet Habenaria och familjen orkidéer. Inga underarter finns listade i Catalogue of Life.